# حبیب‌الله خان مروت
حبیب‌الله خان مروت (انگلیسی: Habibullah Khan Marwat; ۱۴ اکتبر ۱۹۰۱ – ۵ دسامبر ۱۹۷۸) سیاست‌مدار اهل پاکستان بود.
وی از سال ۱۹۶۲ تا ۱۹۶۵ وزیر داخله پاکستان و از سال ۱۹۷۳ تا ۱۹۷۷ رئیس سنای پاکستان بوده است.